# Asaka (Uzbekistán)
Asaka (anteriormente Leninsk) es una localidad de Uzbekistán, en la provincia de Andillán.
Se encuentra a una altitud de 501 m sobre el nivel del mar. La ciudad durante la época soviética fue rebautizada como Leninsk, sin embargo tras la caída de la Unión Soviética en 1991, la ciudad recuperó su nombre original.

## Demografía
Según estimación 2010 contaba con una población de 61245 habitantes.